# Темарі (м'яч)

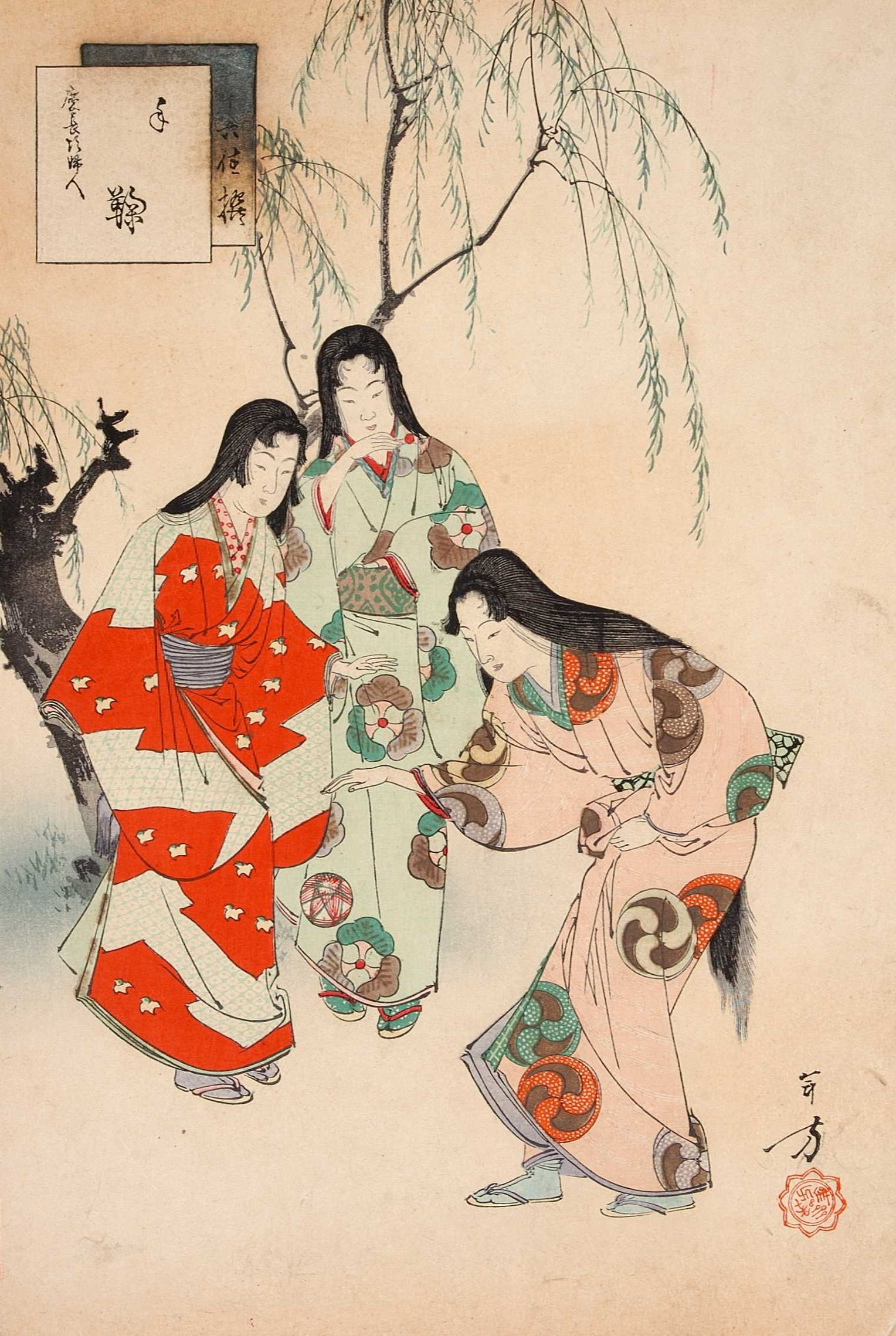
Гра Темарі (епоха Мейдзі)

Темарі (яп. 手まり, ручний м’яч) — це народний вид мистецтва та японське ремесло. М’ячі Темарі, виготовлені у техніці вишивки шовковими нитками. Такі шари можна використовувати в іграх з гандболу та інших іграх з невеликим м'ячем (наприклад, футбеґ). Також у Японії у техніці Темарі виготовляються аксесуари для кімоно: маленькі сумки з додаванням ремінця (зробленого з атласного шнура або стрічки) і пензлика. 

## Історія

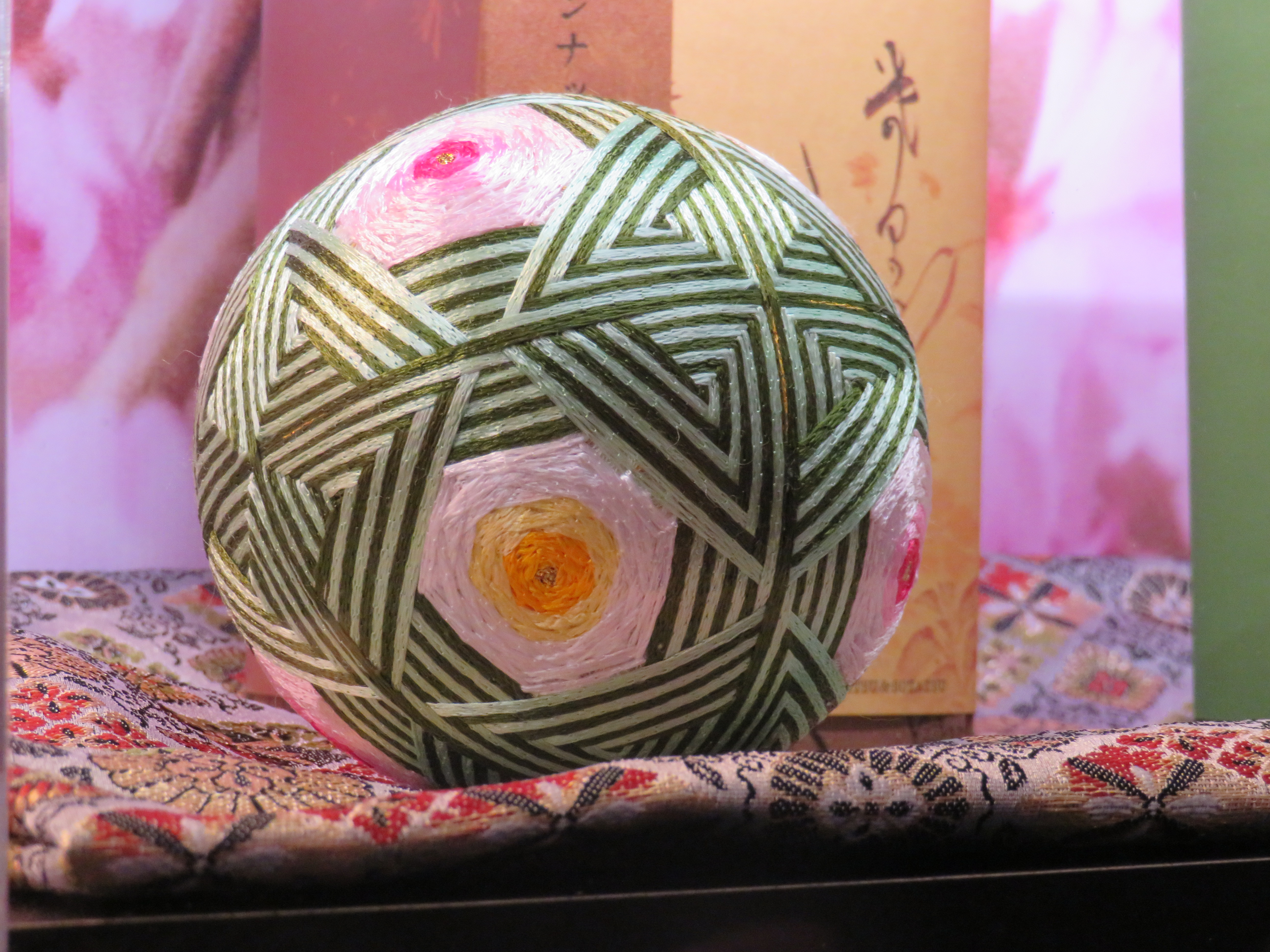
Темарі

В період Асука  в Японію з Китаю була привезена гра ще Кемарі. М'ячі для цієї гри були виготовлені з оленячої шкури та були важкі. В цю гру в Японії грали аристократи. Поступово, вельможні пані вигадали для себе гру з легкими м'ячами, які самостійно виготовляли. Цю гру та м'ячі почали називати Темарі. Вони вироблялися з шовкових ниток вельможними молодими жінками при королівському дворі. Вони змагатися у вмінні створювати м'ячі між собою.  Темарі став мистецтвом і ремеслом японського вищого класу та аристократії, і знатні жінки створювали все більш красивих і складних предметів у цій техніці. Темарі гра поступово почала використовуватися й звичайними людьми. Їх почали виготовляти із використанням бавовняних та інших, таких як лляні, вовняні ниток. Таким чином Темарі поширився в багатьох районах Японії, і кожна область створила свій власний впізнаваний стиль. 
Для зручності м'яч робили із залишків старих кімоно. Шматки шовкової тканини змінали в кулю, а потім обмотували смужками тканини. Минав час, функціональні смужки ставали все більш декоративними та детальними, поки на кульках не з’явилася складна вишивка. Поступово створення Темарі стає мистецтвом.
З появою гуми в Японії м’ячі для гри Темарі почали робити гумові. А шовкові м'ячі зараз створюють для сувенірів, декору тощо.  Традиційно матері досі роблять Темарі для своїх дітей як подарунок.  
Традиційно в Японії досягнення майстерності у ремеслі - виснажливий та тривалий процес. Щоб стати художником Темарі в Японії сьогодні, потрібна спеціальна підготовка та  проходження перевірки навичок та техніки виконання.

## Традиція

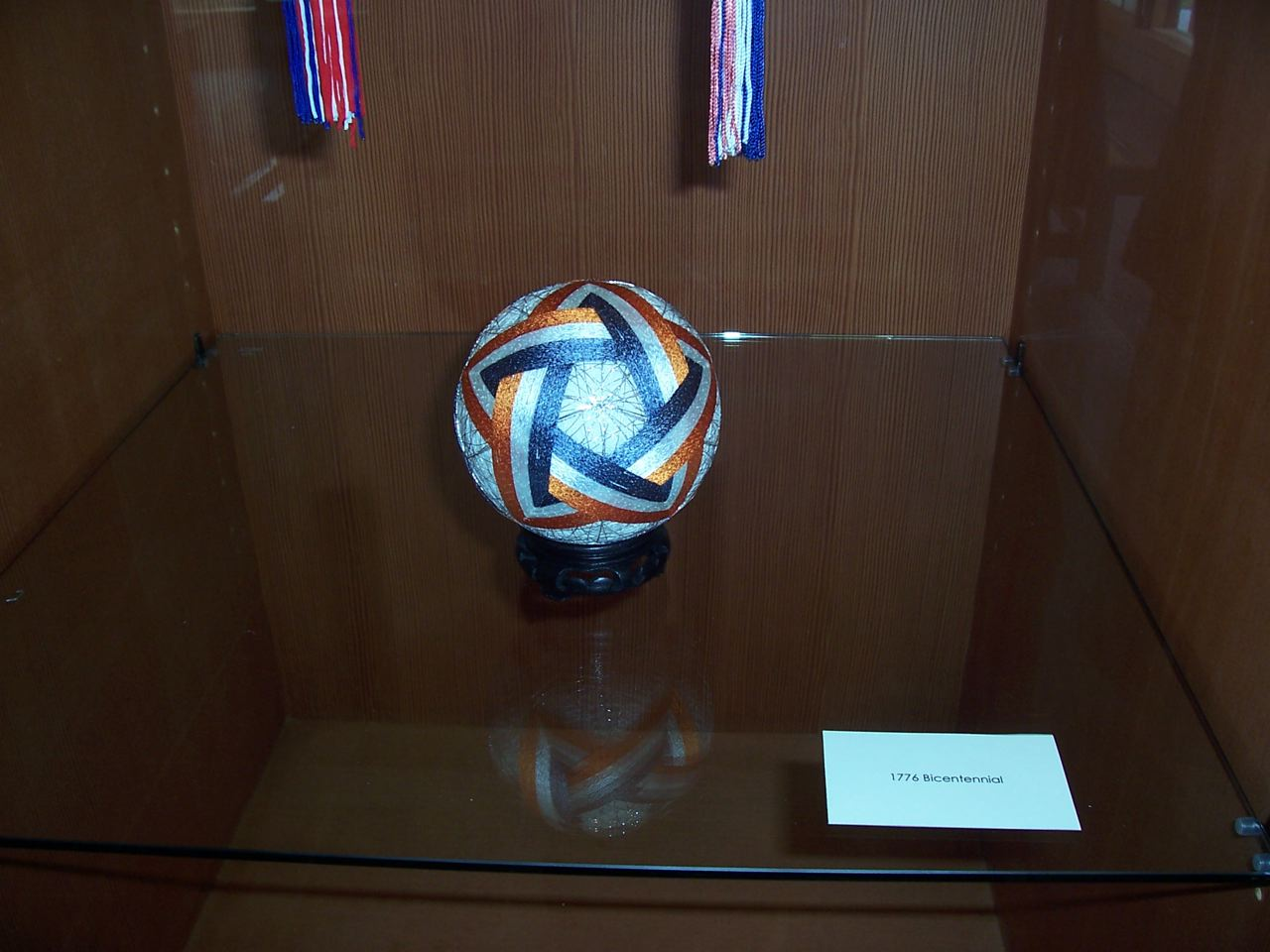
Двохсотрічнийтемари

Темарі як сувенір - це дуже цінний і шанований подарунок, що символізує глибоку дружбу і вірність. Крім того, використані яскраві кольори та нитки символізують побажання одержувачу блискучого та щасливого життя. 
В Японії в Темарі грають зазвичай дівчата. Діти часто отримували Темарі від батьків на Новий рік. Якщо їх створювала мати самостійно, то всередину щільно загорнутих шарів вона клала невеликий аркуш паперу з побажанням для своєї дитини. Дитині ніколи не казали, яке бажання загадала їхня мама, створюючи м’яч.
Однак м'ячі Темарі могли бути тільки іграшками. Традиційні ігрові Темарі загортаються так щільно, що вони відскакують від підлоги. Деякі м’ячі містили рисові зерна або дзвіночки, щоб створювати шум для ігрової цінності.

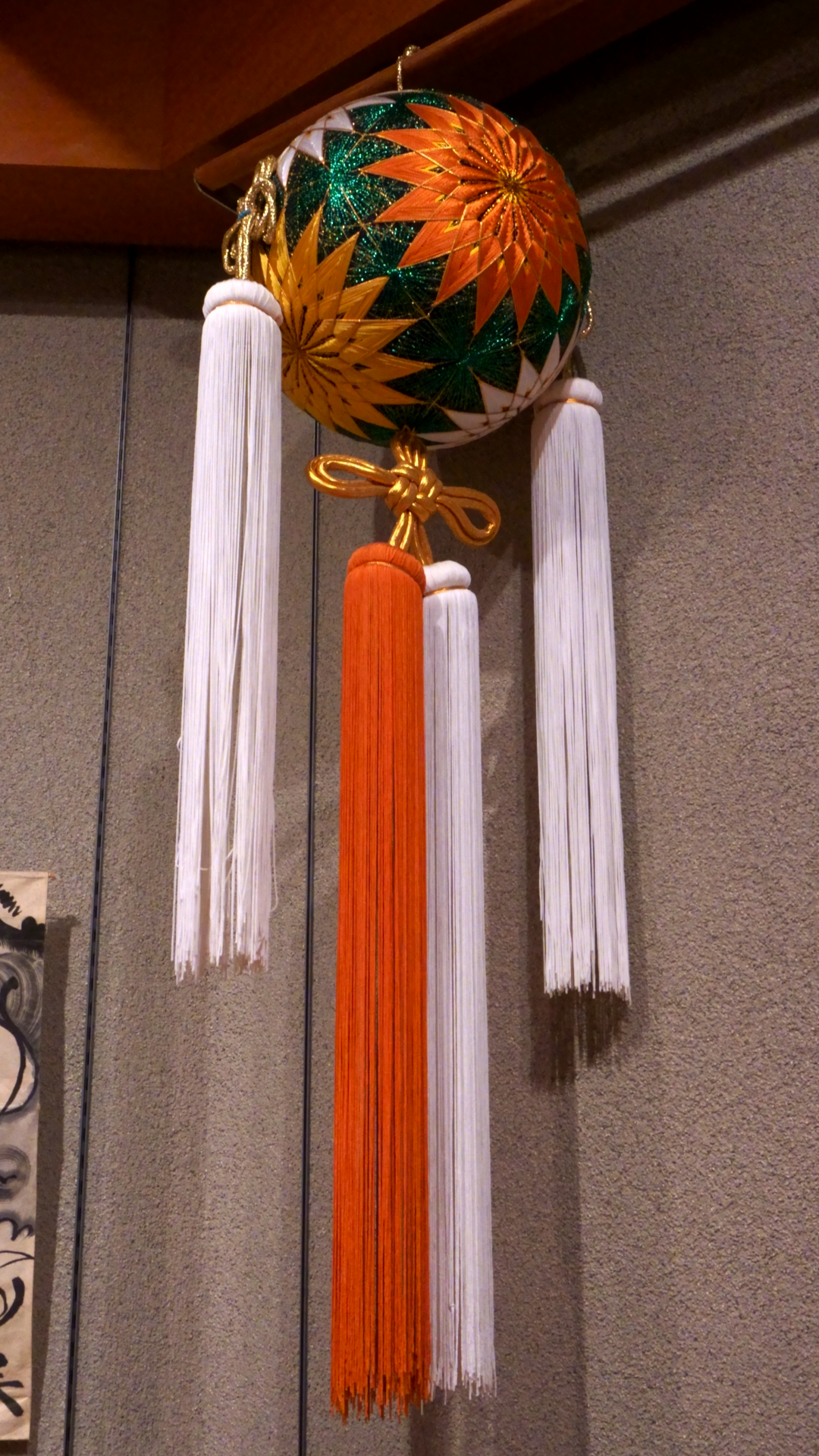
Прикраса з Темарі

Також з Темарі роблять кулі-прикраси  (Gotenmari), прикріплюючи до них підвісні ниточки, пензлики тощо. Кажуть, що походження назви «Готен» полягає в тому, що кульку вироблено у резиденції клану Готен в середині періоду Едо. Розмір варіюється від 8 см до 30 см в діаметрі. Вишивка включає геометричні візерунки та візерунки квітів і рослин, таких як слива, хризантеми та коноплі.

## Принципи побудови
Усі Темарі виготовляються відповідно до певної системи схеми, яка передбачає поділ на кілька секцій за допомогою тимчасово розміщених шпильок і постійно розміщених ниток. Є три «стандарти поділу»: простий поділ, 8-комбінований поділ і 10-комбінований поділ. 